# Eccoptomera troglomontana
Eccoptomera troglomontana är en tvåvingeart som beskrevs av Karel Absolon och Landrock 1933. Eccoptomera troglomontana ingår i släktet Eccoptomera och familjen myllflugor. Inga underarter finns listade i Catalogue of Life.